# Bingen (Badenia-Wirtembergia)
Bingen – miejscowość i gmina w Niemczech, w kraju związkowym Badenia-Wirtembergia, w rejencji Tybinga, w regionie Bodensee-Oberschwaben, w powiecie Sigmaringen, wchodzi w skład związku gmin Sigmaringen. Leży w Jurze Szwabskiej, nad rzeką Lauchert, ok. 5 km na północny wschód od Sigmaringen.